# Азаров, Николай Иванович
Николай Иванович Азаров (1865—1917) — русский военный деятель, полковник (1915). Герой Первой мировой войны.

## Биография
В 1882 году после получения образования Ярославского кадетского корпуса вступил в службу. С 1887 года после окончания Тифлисского военного училища произведён в подпоручики и выпущен в Елисаветпольский 156-й пехотный полк. В 1891 году произведён  в поручики, в 1900 году в штабс-капитаны. В 1901 году после окончания Офицерской стрелковой школы произведён в капитаны, ротный командир.
С 1904 года участник Русско-японской войны, за боевые отличия в этой войне был награждён орденом Святой Анны IV степени «За храбрость». С 1910 года подполковник 3-го Сибирского стрелкового полка.
С 1914 года участник Первой мировой войны, полковник, командир Варнавинского 491-го пехотного полка 5-го Кавказского армейского корпуса. «За храбрость» был награждён 18 сентября 1915 года орденом Святого Георгия 4-й степени и 7 ноября 1915 года Георгиевским оружием.
Умер 18 июля 1917 года от полученных в бою ран.

## Награды
- Орден Святого Станислава 3-й степени  (1904; Мечи к ордену — ВП 31.01.1916)
- Орден Святой Анны 3-й степени с мечами и бантом (1906)
- Орден Святой Анны 4-й степени «За храбрость» (1906)
- Орден Святого Станислава 2-й степени с мечами (1909; ВП 24.12.1916)
- Орден Святого Владимира 4-й степени с мечами и бантом (1911; ВП 24.10.1915)
- Орден Святой Анны 2-й степени с мечами (1914; ВП 24.12.1916)
- Орден Святого Владимира 3-й степени с мечами (ВП 24.10.1915)
- Орден Святого Георгия 4-й степени (ВП 18.09.1915)
- Георгиевское оружие (ВП 07.11.1915)